# دهستان مشراگه
دهستان مشراگه نام دهستانی در بخش مشراگه شهرستان رامشیر، استان خوزستان در ایران است. براساس سرشماری مرکز آمار ایران در سال ۱۳۸۵، جمعیت آن ۴۹۹۱ نفر (۹۰۲ خانوار) بوده‌است.